# Simopone satagia
Simopone satagia är en myrart som beskrevs av Bolton 1995. Simopone satagia ingår i släktet Simopone och familjen myror. Inga underarter finns listade i Catalogue of Life.